# Jüdischer Friedhof Endingen

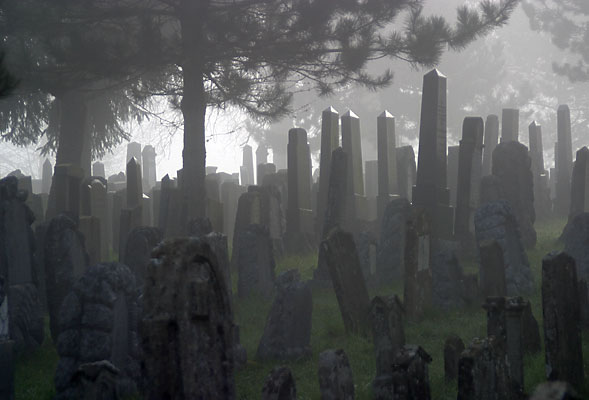
Ansicht des Friedhofs (2003)

Der Jüdische Friedhof Endingen liegt auf dem Gebiet der Gemeinde Endingen im Kanton Aargau. Er ist der älteste noch existierende jüdische Friedhof der Schweiz. Seit 1963 steht der Friedhof als Kulturgut von nationaler Bedeutung unter Denkmalschutz.

## Geschichte
Bis 1750 mussten die Juden der Schweiz ihre Toten auf der kleinen Insel Judenäule im Rhein bei Koblenz AG beisetzen. Immer wieder vorkommende Hochwasser überschwemmten die Insel und verursachten Schäden an den Gräbern. Die in den Surbtaler Dörfern Endingen und Lengnau lebenden Juden bemühten sich bei den eidgenössischen Orten erfolgreich um die Erlaubnis, auf Endinger Gemeindegebiet nahe der Grenze zu Lengnau einen neuen Friedhof zu errichten. Der Kaufpreis für das Gelände an der Landstrasse zwischen den beiden Dörfern betrug 340 Gulden.

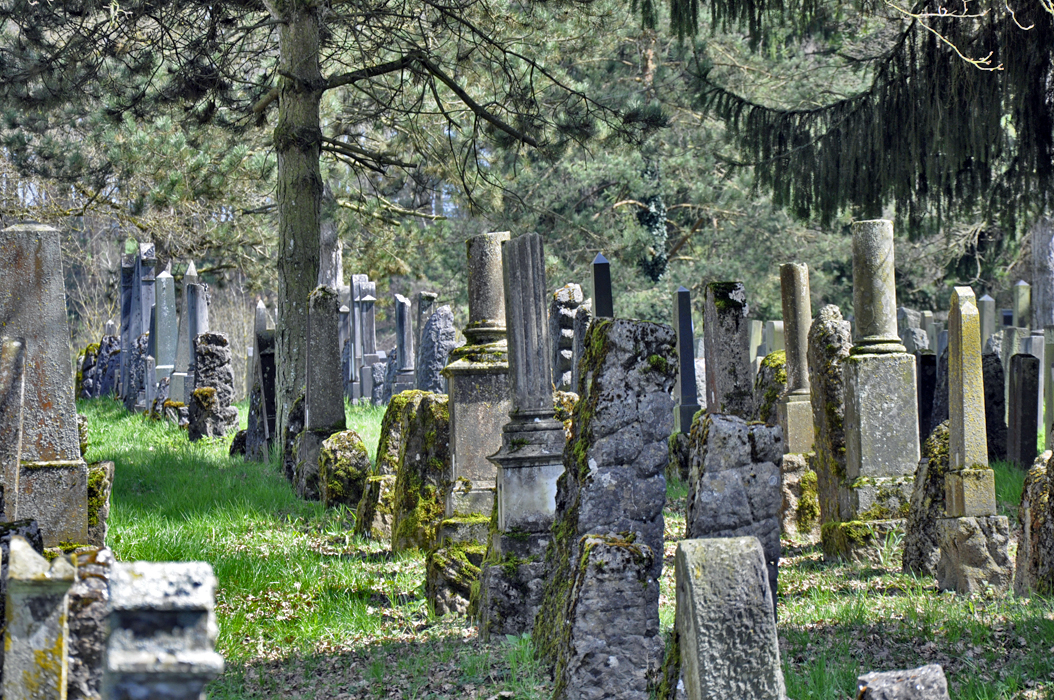
Ansicht 2013

Aufgrund des Bevölkerungswachstums musste der Friedhof bereits Ende des 18. Jahrhunderts gegen Westen hin erweitert werden. Weitere Erweiterungen in Richtung Westen erfolgten im 19. und 20. Jahrhundert. Gemäss einer vertraglichen Vereinbarung aus dem Jahr 1859 gehörten zwei Fünftel des Friedhofsgrundstücks der israelitischen Gemeinde Lengnau, drei Fünftel der israelitischen Gemeinde Endingen. Seit 1920 ist der «Verein für die Erhaltung der Synagogen und des Friedhofes Endingen-Lengnau» für Unterhalt und Pflege der Begräbnisstätten zuständig. Die letzten vorhandenen Gräber auf der Judenäule wurden 1954 aufgehoben und die Toten hier erneut beigesetzt.
Am 14. Juli 2010 erlitt der Friedhof Sturmschäden, die aber weitestgehend beseitigt werden konnten. Eine entwurzelte Buche hatte mit ihrem Wurzeltrichter ein halbes Dutzend Grabsteine aus der Grabreihe gehoben. Die alten Grabsteine, die teilweise in den Baumstamm und seine Wurzeln eingewachsen waren, liegen wieder in Linie mit den benachbarten Gräbern. Gemäss Inventar gehören die betroffenen Gräber zu den ältesten im gesamten Friedhof: Die Bestattungen fanden in den Jahren 1789/90 statt.

## Anlage

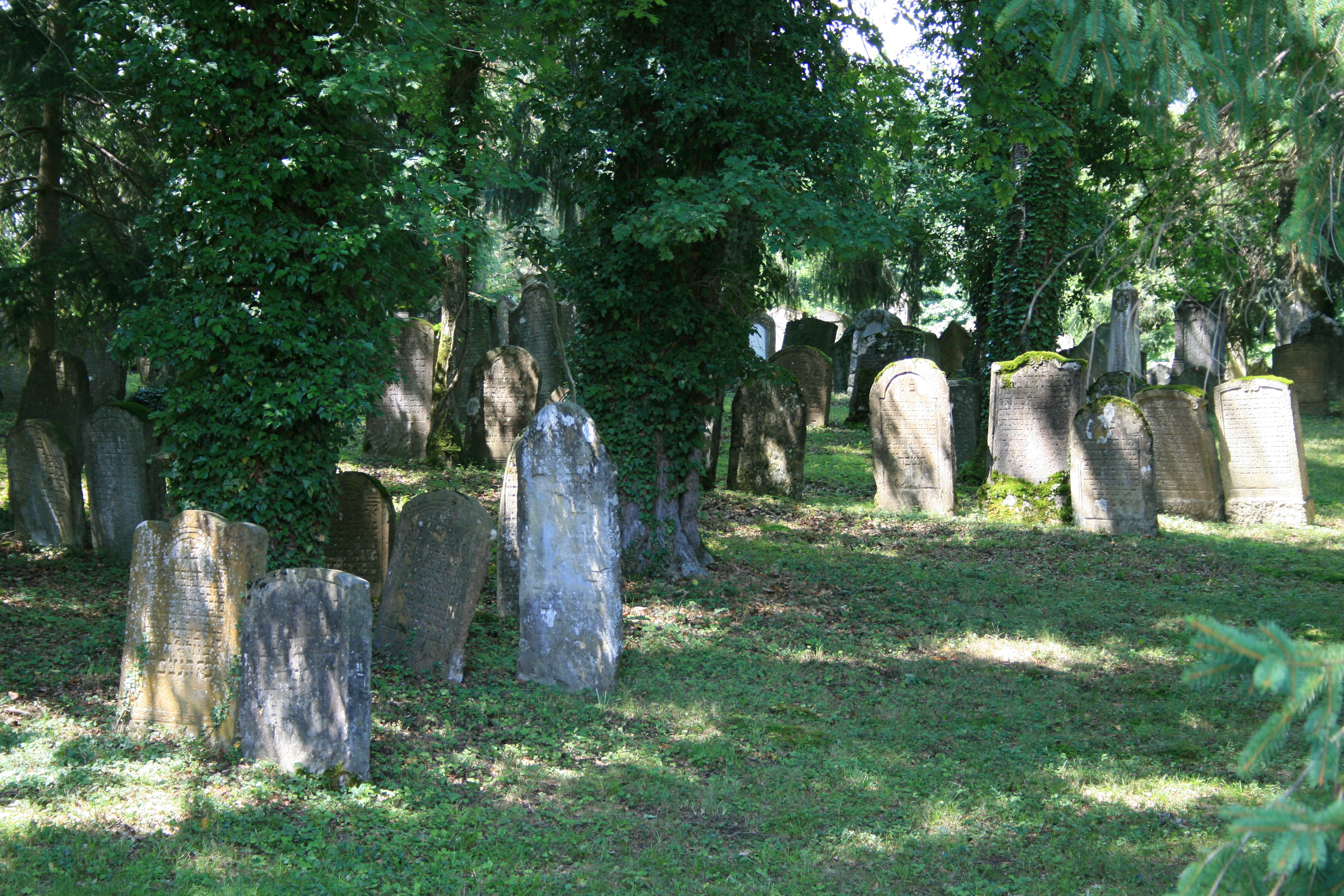
Ansicht des Friedhofs (2008)

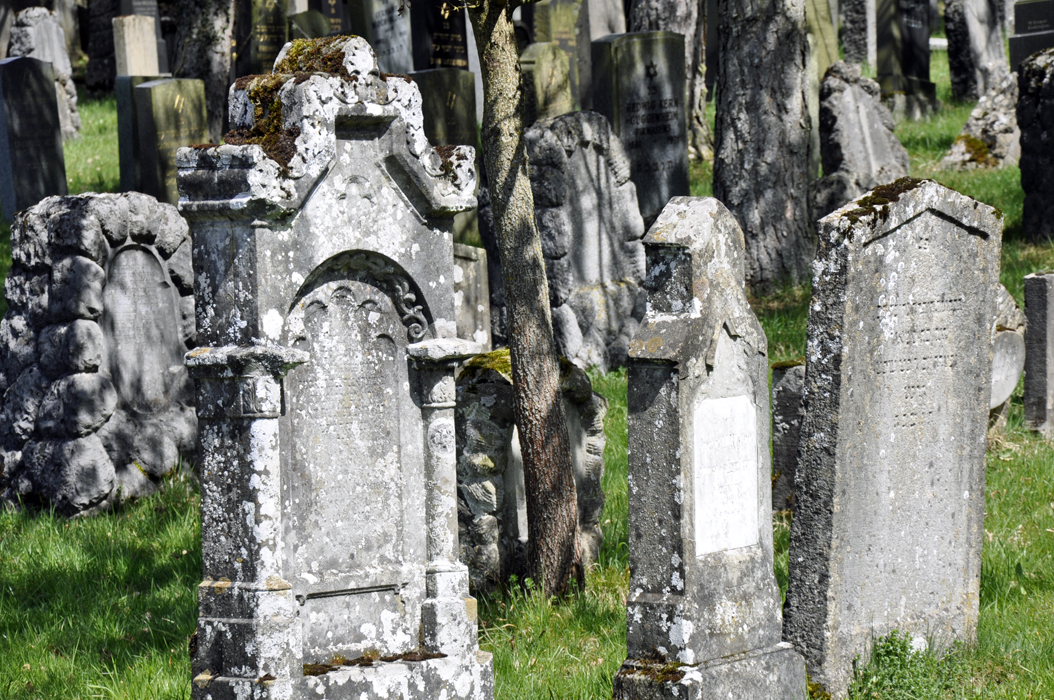
Ansicht 2013

Die Gräber sind in Nord-Süd-Richtung angeordnet, wobei Frauen und Männer getrennt beerdigt sind. In jüdischen Friedhöfen werden die Toten üblicherweise mit den Füssen in Richtung Osten beigesetzt. Aus welchem Grund die Ausrichtung hier abweicht, ist nicht bekannt.
Der älteste Teil des Friedhofs befindet sich unmittelbar an der Landstrasse. In diesem Bereich wirken die Grabsteine einheitlich, da man zu jener Zeit von der Grundform der antiken Stele nur in Nuancen abwich. Die meisten wurden aus Endinger Sandstein gefertigt, jene der wohlhabenderen Familien aus witterungsbeständigerem Mägenwiler Muschelkalk.
Ab Mitte des 19. Jahrhunderts erschienen neben den bisher üblichen hebräischen Grabinschriften nun auch solche auf Deutsch mit lateinischen Buchstaben. Vermehrt erhielten die Bestatteten Grabsteine im klassizistischen Stil und mit neogotischen Formen, hinzu kamen auch abgebrochene Säulen für jung Verstorbene und Obelisken. Vermehrt gelangte Marmor zur Anwendung. Nach dem Zweiten Weltkrieg kamen, dem Zeitgeist entsprechend, einfache und einheitliche Grabsteinformen wieder stärker zur Geltung. Die Inschriften wurden erneut auf das Nötigste beschränkt und zum Teil auf Hebräisch ausgeführt.